# Live at Royal Albert Hall 1971
Pour les articles homonymes, voir Live at the Royal Albert Hall.
Albums de The Byrds
Live at the Fillmore - February 1969
(2000)
Live at Royal Albert Hall 1971 est un album live du groupe de country rock The Byrds enregistré en concert au Royal Albert Hall de Londres en 1971 et paru en 2008.

## Titres
1. Lover of the Bayou (Roger McGuinn, Jacques Levy) – 3:35
2. You Ain't Goin' Nowhere (Bob Dylan) – 2:47
3. Truck Stop Girl (Lowell George, Bill Payne) – 3:21
4. My Back Pages (Bob Dylan) – 2:22
5. Baby What You Want Me to Do (Jimmy Reed) – 3:38
6. Jamaica Say You Will (Jackson Browne) – 3:33
7. Black Mountain Rag / Soldier's Joy (trad. arr. Clarence White, Roger McGuinn) – 2:02
8. Mr. Tambourine Man (Bob Dylan) – 3:38
9. Pretty Boy Floyd (Woody Guthrie) – 2:34
10. Take a Whiff (On Me) (Huddie Ledbetter, John Lomax, Alan Lomax) – 2:39
11. Chestnut Mare (Roger McGuinn, Jacques Levy) – 5:24
12. Jesus Is Just Alright (Arthur Reynolds) – 3:03
13. Eight Miles High (Gene Clark, Roger McGuinn, David Crosby) – 18:38
14. So You Want to Be a Rock 'n' Roll Star (Chris Hillman, Roger McGuinn) – 3:07
15. Mr. Spaceman (Roger McGuinn) – 2:57
16. I Trust (Roger McGuinn) – 5:31
17. Nashville West (Gene Parsons, Clarence White) – 2:43
18. Roll Over Beethoven (Chuck Berry) – 2:59
19. Amazing Grace (trad. arr. Roger McGuinn, Clarence White, Gene Parsons, Skip Battin) – 2:29

## Musiciens
- Roger McGuinn : chant, guitare
- Clarence White : guitare, chant
- Skip Battin : basse, chant
- Gene Parsons : batterie, chant